# Silke Aichhorn

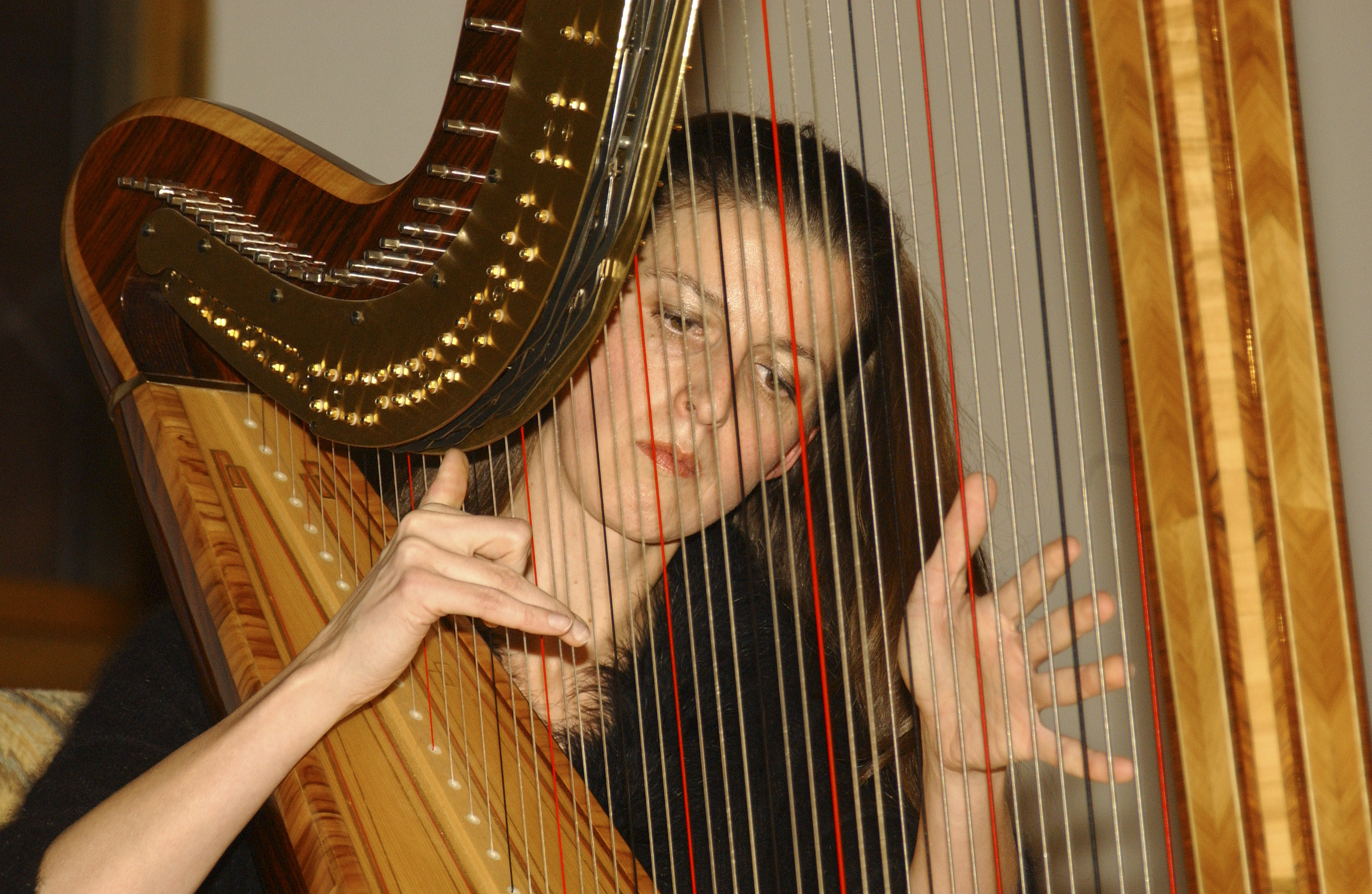
Silke Aichhorn bei der Poetentalerverleihung 2003

Silke Aichhorn ist eine deutsche Harfenistin, die sowohl als Solistin wie auch als Kammermusikerin auftritt.

## Leben und Werk

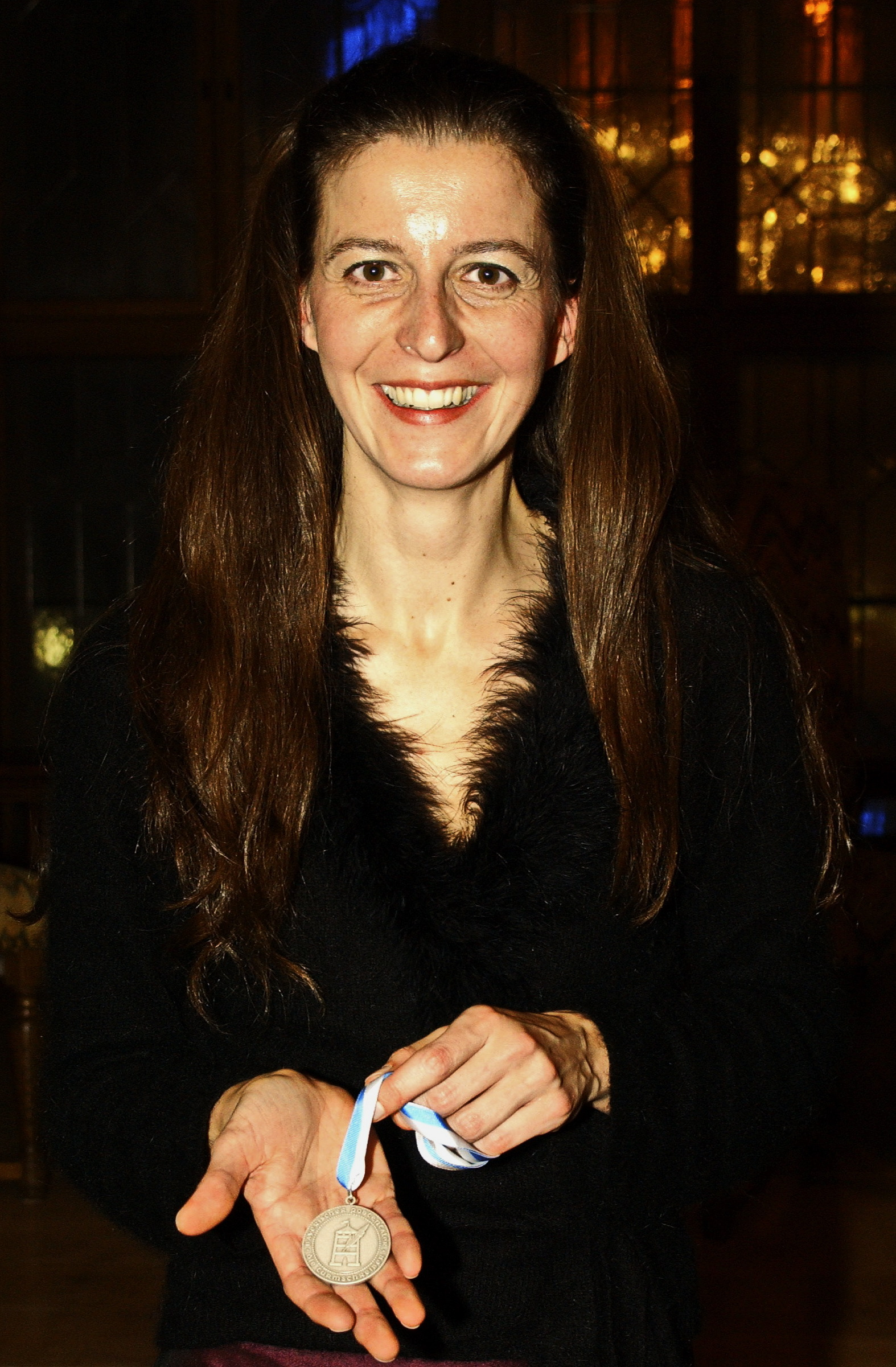
Silke Aichhorn mit dem Bayerischen Poetentaler, 2003

Silke Aichhorn erhielt 1981 ihren ersten Harfenunterricht bei Ursula Lentrodt an der Musikschule Traunstein. Ab 1990 studierte sie das Instrument bei Chantal Mathieu am Conservatoire de Lausanne. 1997 erwarb sie bei Han-An Liu an der Kölner Hochschule für Musik die künstlerische Reifeprüfung.
Mit ihrem umfangreichen Repertoire ist sie in verschiedenen Kammermusikbesetzungen, als Solistin mit Orchester bei internationalen Festivals sowie bei Fernseh- und Rundfunkaufnahmen zu hören. Neben Konzertauftritten innerhalb Europas war sie in Australien, Brasilien, Thailand, Japan und den USA zu Gast. Sie arbeitet regelmäßig mit dem Flötisten Dejan Gavric und der Harfenistin Regine Kofler zusammen. 2006 gründete sie ihr eigenes CD-Label Hörmusik.
Aichhorn ist mehrfache Preisträgerin internationaler Wettbewerbe. 2001 erhielt sie den Förderpreis beim Kunstpreis Rheinland-Pfalz und 2003 den Bayerischen Poetentaler. Im Dezember 2012 wurde sie von der Initiative Kultur- und Kreativwirtschaft der deutschen Bundesregierung als Kultur- und Kreativpilotin 2012 ausgezeichnet. Seit März 2013 ist sie Hospizbotschafterin der Caritas Traunstein und seit Oktober 2021 der Hospizvereinigung Düren-Jülich.
Sie ist auch Jury-Mitglied bei Harfenwettbewerben und gibt regelmäßig Meisterkurse. 2004 hatte sie einen Lehrauftrag am Vorarlberger Landeskonservatorium Feldkirch, 2010 eine Gastdozentur für Kammermusik mit Harfe an der Hochschule für Musik Mainz. Sie unterrichtete mehrfach an der Landesakademie Ochsenhausen, 2010–2013 war sie Dozentin beim Festival Femusc in Jaraguá do Sul, Brasilien. Seit 2016 ist sie zudem Geschäftsführerin des Regionalausschusses  Jugend musiziert Südostbayern.
2019 erschienen Buch und Hörbuch Lebenslänglich Frohlocken. 2023 erschienen Buch und Hörbuch Frohlocken leichtgemacht!?
Silke Aichhorn lebt im bayerischen Traunstein. Sie ist verheiratet und hat zwei Töchter.

## Diskografie
Harfe solo
- Traummusik
- Miniaturen 4
- Harfenklänge für die Seele 3
- Miniaturen 3
- Harfenklänge für die Seele 2
- Miniaturen 2
- Harping on a harp (Bernard Andrès, Gertraud Gorter, Deborah Henson-Conant, Robert Maxwell u. a.)
- St. Petersburg – Paris (Reinhold Glière, Michail Glinka, Marcel Tournier, Pjotr Iljitsch Tschaikowski u. a.)
- Weihnachtliche Harfenklänge (Barockmusik, Wolfgang Amadeus Mozart, Irische Volksmusik u. a.)
- Harfenklänge für die Seele (Johann Sebastian Bach, Alphonse Hasselmans u. a.)
- Nachtmusik (Félix Godefroid, Engelbert Humperdinck, Louis Spohr, John Thomas u. a.)
- Images – Virtuose Harfenmusik des 19. und 20. Jahrhunderts
- Himmlische Harfenklänge
- Miniaturen (Marcel Grandjany, Carlos Salzedo u. a.)

Kammermusik
- Bach (mit Dejan Gavric, Solistenensemble D'Accord)
- Souvenir du nord (mit Sabrina von Lüdinghausen und Eva Curth)
- Harfenduo (mit Regine Kofler)
- Trompete-Harfe (mit Georg Holzner, Trompete)
- Instruments de la poésie (mit Dejan Gavric)
- Spohr-Duo (mit Ervis Gega, Violine)
- Trio ArpaCantabile (mit Christin Mollnar, Sopran und Elisabeth Neuhäusler, Mezzosopran)
- Duo Flöte – Harfe (mit Dejan Gavric)
- Cello meets Harp (mit Mathias Johansen)

Harfe und Orchester
- Concertino von Ernst von Dohnányi (mit Staatsphilharmonie Rheinland-Pfalz unter Modestas Pitrenas)
- Harfenkonzerte von Ernst und Jean-Théophile Eichner (mit dem Kurpfälzischen Kammerorchester unter Stefan Fraas)- Weltersteinspielung
- Harfenkonzerte von Johann Wilhelm Hertel (mit dem Kurpfälzischen Kammerorchester Mannheim unter Kevin Griffiths)- Weltersteinspielung
- Wolfgang Amadé Mozart (mit Dejan Gavric, Flöte und dem Folkwang Kammerorchester Essen unter Peter Ewaldt)

Rezitation und Harfe
- Denn es will Abend werden … (Reflexionen zu Abschied und Ewigkeit, mit Martin Fogt)
- Das Mädchen mit den Schwefelhölzchen (Weihnachts-CD, mit Martin Fogt)

Kinder-CD
- Susie und das große Glissando (mit Monique Mead, Violine u. a.)

Hörbücher
- Frohlocken leichtgemacht!?
- Lebenslänglich Frohlocken

## Schriften
- Lebenslänglich frohlocken. Skurriles aus dem Alltag einer Harfenistin. Verlag Hörmusik, Traunstein 2019, ISBN 978-3-9817880-2-0, Hörbuch: ISBN 978-3-9817880-3-7, E-Book: 4260106090343
- Frohlocken leichtgemacht!?- Neue skurrile Geschichten aus dem Alltag einer Harfenistin Verlag Hörmusik, Traunstein 2023, ISBN 978-3-9817880-4-4, Hörbuch: ISBN 978-3-9817880-5-1, E-Book: 4260106090350